# Polisportiva Carbonia 1983-1984
Questa voce raccoglie le informazioni riguardanti la Polisportiva Carbonia nelle competizioni ufficiali della stagione 1983-1984.

## Rosa
| N. |                   | Ruolo | Calciatore        |
| -- | ----------------- | ----- | ----------------- |
|    | Italia (bandiera) | C     | Rosario Belcamino |
|    | Italia (bandiera) | P     | Marco Branchetti  |
|    | Italia (bandiera) | C     | Bruno Conca       |
|    | Italia (bandiera) | C     | Floriano Congiu   |
|    | Italia (bandiera) | D     | Eligio Ibba       |
|    | Italia (bandiera) | A     | Giovanni Leone    |
|    | Italia (bandiera) | D     | Giorgio Melis     |
|    | Italia (bandiera) | D     | Giuseppe Mura     |
|    | Italia (bandiera) | C     | Domenico Ogno     |

| N. |                   | Ruolo | Calciatore          |
| -- | ----------------- | ----- | ------------------- |
|    | Italia (bandiera) | A     | Pietro Pillosu      |
|    | Italia (bandiera) | D     | Carlo Pusceddu      |
|    | Italia (bandiera) | A     | Roberto Rampini     |
|    | Italia (bandiera) | D     | Roberto Sequi       |
|    | Italia (bandiera) | A     | Antonio Soda        |
|    | Italia (bandiera) | P     | Giovanni Tronci     |
|    | Italia (bandiera) | A     | Luigi Vizza         |
|    | Italia (bandiera) | C     | Giampaolo Zaccheddu |
|    | Italia (bandiera) | D     | Alessandro Zaccolo  |